# Jaume Leiva Beato
Jaume Leiva Beato (Terrassa, Vallès Occidental, 30 de juliol de 1983) és un atleta especialitzat en curses de fons i maratonià català. Va començar a competir amb el Club Natació Montjuïc i també ho feu amb el Club Atlètic Barcelonès i el Runnersworld Tarragona. L'any 2002 fou campió de Catalunya dels 3.000 metres en pista coberta, el 2000 i el 2002 en camp a través i en 5.000 metres i el 2007 en 10.000 metres, el 2010 en la milla i el 2011 en mitja marató. També ha estat diverses vegades subcampió català d'aquestes proves i dels 1.500 metres en el 2002. El 2012 es proclamà campió d'Espanya de mitja marató i aquell mateix any va disputar el Mundial de l'especialitat. Entre les seves fites es troba haver guanyat més de 60 curses populars en categoria absoluta arreu de Catalunya i Espanya, entre les quals cal esmentar la Cursa Jean Bouin el 2004. Així, el novembre del 2018 va ser el guanyador en els 20 quilòmetres de la popular carrera guipuscoana Behobia-San Sebastián, restant a tan sols tres segons del millor crono de Carles Castillejo, amb un temps de 1h.09:19.

## Millors marques personals[4]
| Prova          | Temps    | Lloc de celebració                  | Data                 |
| -------------- | -------- | ----------------------------------- | -------------------- |
| 1.500 m.       | 3:52.23  | Barcelona, Catalunya                | 9 de juliol de 2011  |
| 3.000 m.       | 8:28.54  | Vilafranca del Penedès, Catalunya   | 3 de febrer de 2008  |
| 5.000 m.       | 14:07.90 | Mataró, Catalunya                   | 5 de juny de 2011    |
| 10.000 m.      | 30:24.70 | Santa Coloma de Gramenet, Catalunya | 25 de març de 2017   |
| 20 km. en Ruta | 1:00:21  | Sant Sebastià,                      | novembre de 2018     |
| Mitja Marató   | 1:02:29  | València,                           | 28 d'octubre de 2018 |
| Marató         | 2:13:06  | Barcelona, Catalunya                | Abril de 2019        |